# Алипашин извор
Алипашин извор је други студијски албум Сеје Калача, који је издат 1993. године за швајцарску издавачку кућу MAM Produktion, а 1999. године доживео реиздање за босанскохерцеговачку издавачку кућу Halix Produkcija, оба пута на аудио-касети.

## Списак песама
| №  | Назив                 | Трајање |  |
| 1. | Алипашин извор        |         |  |
| 2. | Мерима                |         |  |
| 3. | Потражи ме ти         |         |  |
| 4. | Пусти ме да живим     |         |  |
| 5. | Љута на мене          |         |  |
| 6. | Живот ми је уништила  |         |  |
| 7. | Била си ми прва љубав |         |  |
| 8. | Буди моја ноћи ове    |         |  |